# Maciej Walczak (Multimediakünstler)
Maciej Walczak (* 1963 in Łódź) ist ein polnischer Instrumentalist, Komponist und Entwickler von Software für Multimediaprojekte.
Walczak studierte Cello an der Musikakademie Łódź und neue Medien an der Hochschule für Musik und Darstellende Kunst Stuttgart. Von 1990 bis 1994 arbeitete er im Studio für elektronische Musik der Musikakademie Łódź. Er entwickelte aus Computer und Synthesizer ein audiovisuelles Instrument für Liveperformances und erstellte ein komplexes System aus Programmen, die durch Fixteile, Zufallsparameter, und Tastensteuersignale interagieren. Dabei gibt es eine Verknüpfung von Bild und Ton, Haupt- und Nebenprogrammen, vorstrukturierten Parametern, Live-Steuersignalen und Zufallskomponenten, wobei der Bildschirminhalt wiederum den Ablauf der Programme beeinflusst. Seine erste audiovisuelle Präsentation fand 1988 in  Łódź statt, seitdem produzierte er zahlreiche Präsentationen in Polen und im Ausland.